# 探险者之路
探索者之路（西班牙語：Ruta Quetzal）是一项年度探险旅行活动。每年7-8月间，数百名来自拉丁美洲、西班牙、西班牙语系和葡萄牙语系国家的16和17岁年龄段的青年，通过竞赛和选拔积极参与此项活动。

## 历史
1979年，在西班牙国王胡安·卡洛斯一世的提议下，为加强西班牙语系国家、葡萄牙和巴西青年之间的文化交流，“探索者之路”项目正式启动。1979年度活动的领导人是米盖尔·德·拉·夸得拉-萨尔塞多。
近年來参加“探索者之路”项目的国家越来越多。2008年度的300多个参与者来自世界上56个国家。活动的内容也更加丰富，不仅有探险旅行，还包含馬德里康普頓斯大學为该项目专门设计的大量学术活动和课程。

## 旅行线路
“探索者之路”的旅行线路每年在变更，但其中一半的行程总是安排在主办国：西班牙。在西班牙的重要活动包括参观西班牙王宫并接受国王的接见。
通常，最终参与者都是选自西班牙、拉丁美洲、欧洲和非洲许多国家的最好学生。他们相聚在指定的机场，一起开始他们的征程，飞往第一个目的地。在活动结束之前，他们共同考察和探索西班牙，最后在馬德里巴拉哈斯机场解散，各自踏上回家之路。

## 歷年线路
- 2008 巴拿马-西班牙 （页面存档备份，存于）
- 2007 墨西哥-西班牙
- 2006 危地马拉-伯利斯-墨西哥-西班牙
- 2005 秘鲁-西班牙 （页面存档备份，存于）
- 2004 西班牙-墨西哥
- 2003 多明尼加共和国-波多黎各-西班牙 （页面存档备份，存于）
- 2002 巴拿马-哥斯达黎加-西班牙
- 2001 厄瓜多尔-秘鲁-西班牙
- 2000 西班牙-美国 -墨西哥
- 1999 西班牙-巴拿马
- 1998 西班牙-葡萄牙-委内瑞拉 （页面存档备份，存于）
- 1997 西班牙-墨西哥 （页面存档备份，存于）
- 1996 西班牙-玻利维亚
- 1995 西班牙-厄瓜多尔-秘鲁
- 1994 西班牙-阿根廷-巴拉圭-巴西 （页面存档备份，存于）
- 1993 西班牙-葡萄牙-岛瓜达卢佩-波多黎各-多明尼加共和国-洪都拉斯-危地马拉-墨西哥
- 1992 西班牙-多明尼加共和国
- 1991 西班牙-多明尼加共和国-委内瑞拉-巴西 （页面存档备份，存于）
- 1990 西班牙-墨西哥-哥斯达黎加-巴拿马-哥伦比亚-波多黎各
- 1989 西班牙-德岛佛得角-委内瑞拉-多明尼加共和国-葡萄牙 （页面存档备份，存于）
- 1988 西班牙-巴哈马-古巴-多明尼加共和国-波多黎各-葡萄牙 （页面存档备份，存于）
- 1985 西班牙-巴哈马-古巴-多明尼加共和国 （页面存档备份，存于）
- 1979 玻利维亚-秘鲁-巴西 （页面存档备份，存于）

## 参与者國家
| 德国     | 阿根廷   | 奥地利   | 比利时   | 玻利维亚   |
| 巴西     | 保加利亚 | 加拿大   | 智利     | 中国       |
| 賽普勒斯 | 哥伦比亚 |          | 古巴     | 丹麦       |
|          | 美国     | 薩爾瓦多 | 斯洛伐克 | 斯洛維尼亞 |
| 西班牙   | 爱沙尼亚 | 菲律賓   | 芬兰     | 法國       |
| 希腊     |          | 几内亚   | 海地     | 荷蘭       |
|          | 匈牙利   | 爱尔兰   | 義大利   | 牙买加     |
| 拉脫維亞 | 立陶宛   | 盧森堡   | 馬爾他   | 摩洛哥     |
| 墨西哥   | 尼加拉瓜 | 巴拿马   | 巴拉圭   | 秘魯       |
| 波蘭     | 葡萄牙   | 波多黎各 | 英国     | 捷克       |
|          | 羅馬尼亞 | 瑞典     | 瑞士     | 乌拉圭     |
| 委內瑞拉 |          |          |          |            |